# Premi BAFTA 2023
La 76ª edizione dei premi BAFTA, conferiti dalla British Academy of Film and Television Arts alle migliori produzioni cinematografiche del 2022, si è tenuta il 19 febbraio 2023 alla Royal Festival Hall di Londra.
Le candidature sono state annunciate il 19 gennaio 2023 dagli attori Hayley Atwell e Toheeb Jimoh.

## Vincitori e candidati

### Miglior film
- Niente di nuovo sul fronte occidentale (Im Westen nichts Neues), regia di Edward Berger
- Gli spiriti dell'isola (The Banshees of Inisherin), regia di Martin McDonagh
- Elvis, regia di Baz Luhrmann
- Everything Everywhere All at Once, regia di Daniel Kwan e Daniel Scheinert
- Tár, regia di Todd Field

### Miglior film britannico
- Gli spiriti dell'isola (The Banshees of Inisherin), regia di Martin McDonagh
- Aftersun, regia di Charlotte Wells
- Brian e Charles (Brian and Charles), regia di Jim Archer
- Empire of Light, regia di Sam Mendes
- Il piacere è tutto mio (Good Luck To You, Leo Grande), regia di Sophie Hyde
- Living, regia di Oliver Hermanus
- Matilda The Musical di Roald Dahl (Roald Dahl's Matilda the Musical), regia di Matthew Warchus
- Omicidio nel West End (See How They Run), regia di Tom George
- Le nuotatrici (The Swimmers), regia di Sally El Hosaini
- Il prodigio (The Wonder), regia di Sebastián Lelio

### Miglior debutto di un regista, sceneggiatore o produttore britannico
- Charlotte Wells (regista/sceneggiatrice) - Aftersun
- Georgia Oakley (regista/sceneggiatrice) ed Hélène Sifre (produttrice) - Blue Jean
- Marie Lidén (regista) - Electric Malady
- Katy Brand (sceneggiatruce) - Il piacere è tutto mio (Good Luck To You, Leo Grande)
- Elena Sánchez Bellot (regista) e Maia Kenworthy (regista) - Rebellion

### Miglior film in lingua straniera
- Niente di nuovo sul fronte occidentale (Im Westen nichts Neues), regia di Edward Berger
- Argentina, 1985, regia di Santiago Mitre
- Il corsetto dell'imperatrice (Corsage), regia di Marie Kreutzer
- Decision to Leave, regia di Park Chan-wook
- The Quiet Girl, regia di Colm Bairéad

### Miglior documentario
- Navalny, regia di Daniel Roher
- All That Breathes, regia di Shaunak Sen
- Tutta la bellezza e il dolore - All the Beauty and the Bloodshed (All the Beauty and the Bloodshed), regia di Laura Poitras
- Fire of Love, regia di Sara Dosa
- Moonage Daydream, regia di Brett Morgen

### Miglior film d'animazione
- Pinocchio di Guillermo del Toro (Guillermo del Toro's Pinocchio), regia di Guillermo del Toro e Mark Gustafson
- Il gatto con gli stivali 2 - L'ultimo desiderio (Puss in Boots: The Last Wish), regia di Joel Crawford
- Red (Turning Red), regia di Domee Shi
- Marcel the Shell, regia di Dean Fleischer-Camp

### Miglior regista
- Edward Berger - Niente di nuovo sul fronte occidentale (Im Westen nichts Neues)
- Park Chan-wook - Decision to Leave (헤어질 결심)
- Todd Field - Tár
- Daniel Kwan e Daniel Scheinert - Everything Everywhere All at Once
- Martin McDonagh - Gli spiriti dell'isola (The Banshees of Inisherin)
- Gina Prince-Bythewood - The Woman King

### Miglior sceneggiatura originale
- Martin McDonagh - Gli spiriti dell'isola (The Banshees of Inisherin)
- Daniel Kwan e Daniel Scheinert - Everything Everywhere All at Once
- Tony Kushner e Steven Spielberg - The Fabelmans
- Todd Field - Tár
- Ruben Östlund - Triangle of Sadness

### Miglior sceneggiatura non originale
- Edward Berger, Lesley Paterson ed Ian Stokell - Niente di nuovo sul fronte occidentale (Im Westen nichts Neues)
- Kazuo Ishiguro - Living
- Colm Bairéad - The Quiet Girl
- Rebecca Lenkiewicz - Anche io (She Said)
- Samuel D. Hunter - The Whale

### Miglior attrice protagonista
- Cate Blanchett - Tár
- Viola Davis - The Woman King
- Ana de Armas - Blonde
- Danielle Deadwyler - Till - Il coraggio di una madre (Till)
- Emma Thompson - Il piacere è tutto mio (Good Luck To You, Leo Grande)
- Michelle Yeoh - Everything Everywhere All at Once

### Miglior attore protagonista
- Austin Butler - Elvis
- Colin Farrell - Gli spiriti dell'isola (The Banshees of Inisherin)
- Brendan Fraser - The Whale
- Daryl McCormack - Il piacere è tutto mio (Good Luck To You, Leo Grande)
- Paul Mescal - Aftersun
- Bill Nighy - Living

### Miglior attrice non protagonista
- Kerry Condon - Gli spiriti dell'isola (The Banshees of Inisherin)
- Angela Bassett - Black Panther: Wakanda Forever
- Hong Chau - The Whale
- Jamie Lee Curtis - Everything Everywhere All at Once
- Dolly de Leon - Triangle of Sadness
- Carey Mulligan - Anche io (She Said)

### Miglior attore non protagonista
- Barry Keoghan - Gli spiriti dell'isola (The Banshees of Inisherin)
- Brendan Gleeson - Gli spiriti dell'isola (The Banshees of Inisherin)
- Ke Huy Quan - Everything Everywhere All at Once
- Eddie Redmayne - The Good Nurse
- Albrecht Schuch - Niente di nuovo sul fronte occidentale (Im Westen nichts Neues)
- Micheal Ward - Empire of Light

### Miglior colonna sonora
- Volker Bertelmann - Niente di nuovo sul fronte occidentale (Im Westen nichts Neues)
- Justin Hurwitz - Babylon
- Carter Burwell - Gli spiriti dell'isola (The Banshees of Inisherin)
- Son Lux - Everything Everywhere All at Once
- Alexandre Desplat - Pinocchio di Guillermo del Toro (Guillermo del Toro's Pinocchio)

### Miglior casting
- Nikki Barrett e Denise Chamian - Elvis
- Lucy Pardee - Aftersun
- Simone Bär - Niente di nuovo sul fronte occidentale (Im Westen nichts Neues)
- Sarah Halley Finn - Everything Everywhere All at Once
- Pauline Hansson - Triangle of Sadness

### Miglior fotografia
- James Friend - Niente di nuovo sul fronte occidentale (Im Westen nichts Neues)
- Greig Fraser - The Batman
- Mandy Walker - Elvis
- Roger Deakins - Empire of Light
- Claudio Miranda - Top Gun: Maverick

### Miglior montaggio
- Paul Rogers - Everything Everywhere All at Once
- Sven Budelmann - Niente di nuovo sul fronte occidentale (Im Westen nichts Neues)
- Mikkel E. G. Nielsen - Gli spiriti dell'isola (The Banshees of Inisherin)
- Jonathan Redmond e Matt Villa - Elvis
- Eddie Hamilton - Top Gun: Maverick

### Miglior scenografia
- Florencia Martin ed Anthony Carlino - Babylon
- Christian M. Goldbeck ed Ernestine Hipper - Niente di nuovo sul fronte occidentale (Im Westen nichts Neues)
- James Chinlund e Lee Sandales - The Batman
- Catherine Martin, Karen Murphy e Bev Dunn - Elvis
- Curt Enderle e Guy Davis - Pinocchio di Guillermo del Toro (Guillermo del Toro's Pinocchio)

### Migliori costumi
- Catherine Martin - Elvis
- Lisy Christl - Niente di nuovo sul fronte occidentale (Im Westen nichts Neues)
- J.R. Hawbaker ed Albert Wolsky - Amsterdam
- Mary Zophres - Babylon
- Jenny Beavan - La signora Harris va a Parigi (Mrs. Harris Goes to Paris)

### Miglior trucco e acconciatura
- Jason Baird, Mark Coulier, Louise Coulston e Shane Thomas - Elvis
- Heike Merker - Niente di nuovo sul fronte occidentale (Im Westen nichts Neues)
- Naomi Donne, Mike Marino e Zoe Tahir - The Batman
- Naomi Donne, Barrie Gower e Sharon Martin - Matilda The Musical di Roald Dahl (Roald Dahl's Matilda the Musical)
- Anne Marie Bradley, Judy Chin ed Adrien Morot - The Whale

### Miglior sonoro
- Lars Ginzsel, Frank Kruse, Viktor Prášil e Markus Stemler - Niente di nuovo sul fronte occidentale (Im Westen nichts Neues)
- Christopher Boyes, Michael Hedges, Julian Howarth, Gary Summers e Gwendolyn Yates Whittle - Avatar - La via dell'acqua (Avatar: The way of water)
- Michael Keller, David Lee, Andy Nelson and Wayne Pashley - Elvis
- Deb Adair, Stephen Griffiths, Andy Shelley, Steve Single e Roland Winke - Tár
- Chris Burdon, James H. Mather, Al Nelson, Mark Taylor e Mark Weingarten - Top Gun: Maverick

### Miglior effetti speciali
- Richard Baneham, Daniel Barrett, Joe Letteri ed Eric Saindon - Avatar - La via dell'acqua (Avatar: The way of water)
- Markus Frank, Kamil Jafar, Viktor Müller e Frank Petzold - Niente di nuovo sul fronte occidentale (Im Westen nichts Neues)
- Russell Earl, Dan Lemmon, Anders Langlands e Dominic Tuohy - The Batman
- Benjamin Brewer, Ethan Feldbau, Jonathan Kombrinck e Zak Stoltz - Everything Everywhere All at Once
- Seth Hill, Scott R. Fisher, Bryan Litson e Ryan Tudhope - Top Gun: Maverick

### Miglior cortometraggio animato
- Il bambino, la talpa, la volpe e il cavallo (The Boy, the Mole, the Fox and the Horse), regia di Peter Baynton e Charlie Mackesy
- Middle Watch, regia di John Stevenson ed Aiesha Penwarden
- Your Mountain Is Waiting, regia di Hannah Jacobs

### Miglior cortometraggio
- An Irish Goodbye, regia di Tom Berkeley e Ross White
- The Ballad of Olive Morris, regia di Alex Kayode-Kay
- Bazigaga, regia di Jo Ingabire Moys
- Bus Girl, regia di Jessica Henwick
- A Drifting Up, regia di Jacob Lee

### Miglior stella emergente
- Emma Mackey
- Naomi Ackie
- Sheila Atim
- Daryl McCormack
- Aimee Lou Wood